# Pau II d'Èmesa
Pau II d'Èmesa (grec antic: Παῦλος, llatí: Paulus) fou un bisbe d'Èmesa del segle v. Va estar entre els bisbes que al concili general d'Efes del 431 es va unir al patriarca Joan I d'Antioquia en favor de Nestori, patriarca de Constantinoble. Era nadiu de Tessalònica.
Durant les negociacions entre Joan i els bisbes orientals amb Ciril d'Alexandria (351), Pau fou enviat per Joan a negociar amb Ciril, però no es va arribar a cap acord fins que Pau va presentar unes homilies i una confessió de fe on es donava a la verge Maria la qualificació de θεοτόκος i es condemnaven les doctrines de Nestori; després les negociacions foren satisfactòries.
Va escriure:
1. Λίβελλος ἐιδοθεὶς τῷ ἀρχιεπισκόπᾳ Κυρίλλῳ παρὰ Παύλου ἐπισκόπου Ἐμέσης τοῦ ἀποσταλέντος παρὰ Ἰωάννου Ἀντιοχείας ἐπισκόπου, Libellus quem Paulus Fpeiscopus Emetenses Cyrillo Archiepiscopo Alexandriae obtulit, a Joanne Antiocheno Episcopo missus
2. Ὁμιλία Παύλου ἐπισκόπου Ἐμίσης εἰς τὴν γέννησιν τοῦ Κυρίου καὶ Σωτῆρος ἡμῶν Ἰησοῦ Χριστοῦ, καὶ ὅτι θεοτόκος ἡ ἁγία παρθένος Μαρία, καὶ ὅτι οὐ δύο υἱοὺς λέγομεν ἀλλ' ἕνα υἱον καὶ Κύριον τὸν Χριστόν, Homilia Pauli Episcopi Emiseni de Natiuitate Domini et Saluatoris nostri Jesu christi, et quod beata Virgo Maria sit Dei Genitrix, et quod non duos, sed unum Filium et Dominum Christum dicamus, etc.
3. Τοῦ αὐτοῦ ὁμιλία εἰς τὴν ἐπανθρώπησιν τοῦ Κυρίου καὶ Σωτῆρος ἡμῶν, Ejusdem Pauli Homilia in Christi domini et Saluatoris nostri Natiritatem.